# سیارک ۱۴۳۰۴۸
سیارک ۱۴۳۰۴۸ (به انگلیسی: 143048 Margaretpenston، نامگذاری:2002VR132) صد و چهل و سه هزار و چهل و هشتمین سیارک کشف شده‌است که در ۲ نوامبر ۲۰۰۲ کشف شد.